# Министерство социальных дел и занятости Нидерландов
Министерство социальных дел и занятости (Нидерланды) занимается занятостью населения, отношениями между работодателями и работниками, системой социального обеспечения, а также пенсиями. Нынешний министр — Эдди ван Хеюм. Министерство отвечает за пять областей политики:
- Занятость и рынок труда
- социальное обеспечение
- Политика распределения доходов
- Отношения между работодателями и наемными работниками
- Охрана труда

## Отделы
- Отношений между работодателями и работниками и в международных делах
- Охраны труда, здоровья и социального страхования
- Политики рынка труда и социального обеспечения

## История
Министерство было создано в 1933 году в разгар Великой депрессии. До этого ограниченная социальная политика была ответственностью Министерства экономики. После Второй мировой войны министерство стало гораздо более важным звеном политики, так как Нидерланды превращается в государство всеобщего благосостояния.
В 1982 году ответственность за политику на рынке труда была переведена в данное министерство из Министерства экономики для того, чтобы увеличить портфель вице-премьер-министра Йооп ден Ойла. Пенсионное обеспечение также стала ответственностью министерства.